# Municipio de Port Austin
El municipio de Port Austin (en inglés: Port Austin Township) es un municipio ubicado en el condado de Huron en el estado estadounidense de Míchigan. En el año 2010 tenía una población de 1424 habitantes y una densidad poblacional de 3,23 personas por km².

## Geografía
El municipio de Port Austin se encuentra ubicado en las coordenadas 44°4′24″N 82°54′39″O / 44.07333, -82.91083. Según la Oficina del Censo de los Estados Unidos, el municipio tiene una superficie total de 441.01 km², de la cual 42.23 km² corresponden a tierra firme y (90.42%) 398.78 km² es agua.

## Demografía
Según el censo de 2010, había 1424 personas residiendo en el municipio de Port Austin. La densidad de población era de 3,23 hab./km². De los 1424 habitantes, el municipio de Port Austin estaba compuesto por el 97.47% blancos, el 0.14% eran afroamericanos, el 0.07% eran amerindios, el 0.49% eran asiáticos, el 0.28% eran isleños del Pacífico, el 0.63% eran de otras razas y el 0.91% pertenecían a dos o más razas. Del total de la población el 2.04% eran hispanos o latinos de cualquier raza.